# Hrabstwo Mercer (New Jersey)
Mercer – hrabstwo w stanie New Jersey w USA. Populacja liczy 350 761 mieszkańców (stan według spisu z 2000 roku).
Powierzchnia hrabstwa to 593 km². Gęstość zaludnienia wynosi 599 osób/km².

## Miasta
- Trenton

## CDP
- Twin Rivers
- Groveville
- Mercerville
- White Horse
- Yardville
- Hamilton Square
- Lawrenceville
- Robbinsville
- Princeton Junction